# Michael Grabner
Pour les articles homonymes, voir Grabner.
Michael Rene Grabner (né le 5 octobre 1987 à Villach en Autriche) est un joueur professionnel autrichien de hockey sur glace. Il évolue au poste d'attaquant.

## Biographie

### Ses débuts à Villach
Il commence le hockey sur glace à l'âge de cinq ans dans sa ville natale de Villach. Il est formé à l'EC VSV. En 2002, il intègre l'équipe junior. Lors de sa deuxième saison, il est le meilleur pointeur de son équipe avec 37 points. Il est le deuxième buteur du championnat d'Autriche junior derrière Marco Ferrari du VEU Feldkirch.
Parallèlement, sa carrière en senior démarre avec l'équipe première de l'EC VSV dans le Championnat d'Autriche (OËL). L'entraîneur de l'équipe est alors Greg Holst. Il joue quatorze parties de saison régulière et comptabilise son premier but et sa première assistance. Lors des séries éliminatoires, l'équipe s'incline 3 victoires à 2 en finale face au EC Klagenfurt AC. Grabner marque un but en quatre rencontres de post-saison.
Il représente l'Autriche au niveau international. Durant l'année, il est sélectionné pour le Championnat du monde moins 18 ans. L'Autriche termine troisième du groupe A de la division 1 derrière la Suisse et la Slovénie. Grabner marque quatre points dont trois buts.
Grabner a toujours pensé que le fait d'évoluer en junior outre-atlantique pourrait lui servir dans l'optique de réaliser son rêve de jouer un jour dans la Ligue nationale de hockey. Holst fait alors savoir à Tim Speltz, manageur général des Chiefs de Spokane que le jeune autrichien est motivé pour aller jouer là bas. Il est donc repêché en 26e position de la sélection européenne 2004 de la Ligue canadienne de hockey par les Chiefs.

### Les Chiefs de Spokane
Il part alors en Amérique du Nord et débute dans la Ligue de hockey de l'Ouest. Victime d'une fracture de la clavicule lors d'un match de pré-saison, il manque approximativement un mois. Il inscrit son premier but le 29 octobre 2004, lors d'une défaite 4-2 chez les Thunderbirds de Seattle. Il collecte 24 points dont treize buts lors de sa saison recrue. Les Chiefs terminent derniers de la Division U.S. et ne se qualifient pas pour les séries éliminatoires.
Avec l'Autriche, il prend la troisième place de la division 1, groupe A au cours du championnat du monde junior 2005 derrière la Norvège et le Kazakhstan. Le natif de Villach est auteur de deux assistances et un but en quatre rencontres. Il prend également part au mondial moins de 18 ans cette même saison. L'Autriche termine à la cinquième place de la division 1, groupe A juste devant la Grande-Bretagne qui est reléguée en division II pour l'édition suivante. Avec quatre buts, Grabner est le meilleur buteur de sa sélection. Il est deuxième pointeur de son équipe, deux unités derrière Rafael Rotter et ses sept points.
Lors de la campagne 2005-2006, il compte 50 points dont 36 buts en 67 parties. Il est sélectionné pour prendre au match des meilleurs prospects durant lequel il enregistre un but et deux assistances. Le 4 février 2006, il s'offre son premier triplé dans la Ligue de l'Ouest face aux Americans de Tri-City qui s'inclinent 7-5. La deuxième moitié de saison est la plus prolifique pour l'Autrichien auteur de 22 de ses buts lors des 23 derniers matchs de saison régulière. Les Chiefs finissent avec le plus mauvais bilan de l'association de l'Ouest. Le bureau central de scouting de la Ligue nationale de hockey le classe au 23e rang des patineurs d'Amérique du Nord. Il est choisi au cours du repêchage d'entrée dans la LNH 2006 par les Canucks de Vancouver en 1re ronde, en 14e position. Grabner admet alors être surpris par cette position, étant donné qu'il est alors projeté pour être sélectionné en fin de première ronde ou en début de deuxième ronde. Les recruteurs le décrivent comme un joueur très doué offensivement, ses points forts étant sa vitesse de patinage et son lancer.
Il participe à son premier camp d'entraînement avec les Canucks en 2006 avant de revenir chez les Chiefs. Victime d'une ecchymose au bassin osseux à la suite d'un coup de crosse, la douleur causée par la blessure l'oblige à rester au repos pendant quelques matchs. Il est ensuite critiqué et écarté de l'équipe pour son manque de compétitivité durant un mois courant novembre et début décembre. Il tient une moyenne de un point par match avec 55 points dont 39 buts en 55 matchs. Les Chiefs sont éliminés quatre victoires à deux par les Silvertips d'Everett en huitième de finale de la Coupe Ed Chynoweth.

### Carrière professionnelle
Il rejoint alors le club-école des Canucks, le Moose du Manitoba et commence sa carrière professionnelle. Le 13 avril 2004, il dispute son premier match dans la Ligue américaine de hockey face aux Marlies de Toronto. Le lendemain, contre la même équipe, il réalise un but et une assistance. Le Moose termine à la première place de la Division Nord. Lors des séries éliminatoires de la Coupe Calder, l'équipe de Winnipeg s'impose 4-3 face aux Griffins de Grand Rapids mais s'incline quatre victoires à deux en finale de division face aux Bulldogs de Hamilton futurs vainqueurs. Grabner dispute six parties mais son compteur de points reste vierge.
En 2007-2008, il célèbre vingt-deux buts et le double de points lors de la saison régulière. Il est le quatrième pointeur de l'équipe et le meilleur buteur à égalité avec Brad Moran. Le Crunch de Syracuse sort quatre victoires à deux le Moose en demi-finale d'association de l'Ouest. Les trois buts de l'Autrichien font de lui le meilleur buteur de la formation.
L'équipe du Manitoba remporte le trophée Macgregor-Kilpatrick 2008-2009. Grabner améliore ses statistiques avec quarante huit points dont trente buts en soixante six parties. Il est avec Jason Krog le meilleur buteur de l'équipe. Lors des séries éliminatoires, l'équipe remporte son association et décroche le trophée Robert-W.-Clarke. Après avoir éliminé les Marlies de Toronto et Griffins de Grand Rapids, l'équipe l'emportent en six matchs face aux Aeros de Houston. Grabner met le but de la victoire 3-2 lors du sixième match. Les Bears de Hershey remportent la Coupe Calder quatre victoires à deux. L'attaquant score dix buts pour dix-sept points en vingt parties.
Il dispute son premier match en équipe d'Autriche senior le 1er février 2009 lors d'un match amical face au Danemark. Sa sélection s'impose 4-0 avec une assistance pour Grabner. Il s'agit d'un match de préparation pour le tournoi de Qualification olympique pour les Jeux olympiques d'hiver de 2010 à Vancouver. L'Autriche appartient au groupe E. Lors du premier match le 5 février 2009, elle s'impose 4-3 après prolongation contre la Slovénie. Grabner marque deux buts pour sa deuxième sélection. L'Autriche perd ses chances d'aller aux Jeux olympiques en s'inclinant 2-1 face à l'Allemagne. Grabner marque trois buts lors du match suivant contre le Japon que son équipe remporte 5-2. L'Autriche termine deuxième du groupe et l'Allemagne se qualifie.
Il commence la saison suivante avec le Moose n'étant pas parvenu à se faire sa place chez les Canucks lors du camp d'entraînement. Après cinq matchs et quatre buts, il est rappelé par les Canucks afin de remplacer Daniel Sedin blessé. Le 16 octobre 2009, il joue son premier match dans la Ligue nationale de hockey avec les Canucks inscrivant sa première assistance. Il est alors l'un des trois autrichiens évoluant dans la ligue avec Thomas Vanek et Andreas Nödl. Il signe son premier but le 21 octobre 2009 chez les Blackhawks de Chicago et leur gardien Antti Niemi. L'équipe l'emporte 3-2. Lors de la partie suivante, il compte son premier match avec plusieurs points, auteur de deux assistances contre les Maple Leafs de Toronto. Le 1er novembre 2009, il se blesse à la cheville en jouant au football lors d'un échauffement d'avant match. Il reprend avec le Moose le 27 décembre 2009. La blessure de Mikael Samuelsson oblige les Canucks à rappeler Grabner le 17 mars 2010. Il inscrit son premier coup du chapeau chez les Ducks d'Anaheim le 2 avril 2010. Il dispute trente huit parties de la saison régulière de la LAH pour 26 points. Dans la LNH, il marque onze points dont cinq buts en vingt parties. Il participe avec les Canucks aux séries éliminatoires de la Coupe Stanley 2010. Les Blackhawks futurs vainqueurs barrent la route de l'équipe en demi-finale de l'Association de l'Ouest en s'imposant quatre victoires à deux. Grabner marque un but en neuf parties.
Le 25 juin 2010, il passe aux mains des Panthers de la Floride avec Steve Bernier et le 25e choix des Canucks au repêchage d'entrée dans la LNH 2010 (Quinton Howden) en retour du défenseur Keith Ballard et de Victor Oreskovich. Il participe au camp d'entraînement des Panthers mais ne parvient pas à gagner sa place dans l'équipe. La franchise de la Floride ayant l'intention de le placer dans le club-école, il est placé au ballottage au cours duquel il est réclamé par les Islanders de New York. Il dispute son premier match avec les Islanders le 11 octobre 2010. Deux jours plus tard, il inscrit son premier point avec l'équipe. Le 16 octobre 2011, il marque son premier but face à Craig Anderson de l'Avalanche du Colorado. Il est sélectionné pour participer au concours des habiletés lors du 58e Match des étoiles de la Ligue nationale de hockey. Il est l'une des douze recrues sélectionnées. Il est membre de la sélection dont le capitaine est Eric Staal. Il remporte le concours de vitesse avec des temps de 14,061 et 14,238 secondes. Lors de son duel, il s'impose face à Taylor Hall. Lors de la semaine du 7 au 13 février 2011, il inscrit huit buts pour neuf points en quatre rencontres. Il est alors nommé première étoile de la LNH pour cette période. Le système de jeu prôné par l'entraîneur Jack Capuano permet à l'Autrichien de tirer profit de ses qualités. Il est aligné avec le centre Frans Nielsen et Kyle Okposo. Il inscrit 52 points en 74 parties. Il est le huitième buteur de la LNH avec 34 buts. Chez les recrues, il est le meilleur buteur et le troisième pointeur derrière Jeff Skinner des Hurricanes de la Caroline (63 points) et Logan Couture des Sharks de San José (56 points). En infériorité numérique, il est le deuxième pointeur de la LNH à égalité avec Claude Giroux et Brandon Prust avec sept points, un de moins que Nielsen. Avec six buts marqués dans cette situation, il talonne le Danois, meneur de la ligue avec sept buts. Son différentiel plus-moins est le meilleur des Islanders à égalité avec Nielsen (+13). Cinquièmes et derniers de la Division Atlantique, les Islanders ne se qualifient pas pour les séries éliminatoires. Il est l'un des trois joueurs nommé pour le trophée Calder en compagnie de Couture et Skinner. Skinner remporte le vote avec 1055 points devant Couture 908 (points) et Grabner (497 points). Les trois joueurs sont nommés dans l'équipe des recrues de la saison.
Le 13 mai 2011, il signe un contrat de cinq ans avec les Islanders.
Grabner ne confirme pas lors de la saison régulière 2011-2012. Il compte vingt points de moins soit trente-deux pour vingt buts. Son différentiel +/- est dans de -18. Les Islanders sont quatorzièmes de l'association de l'Est, un point devant les Canadiens de Montréal, derniers.

## Statistiques

### En club
| Saison     | Équipe                 | Ligue        |     | Saison régulière | Saison régulière | Saison régulière | Saison régulière | Saison régulière | Saison régulière |    | Séries éliminatoires | Séries éliminatoires | Séries éliminatoires | Séries éliminatoires | Séries éliminatoires | Séries éliminatoires |
| Saison     | Équipe                 | Ligue        | PJ  | B                | A                | Pts              | Pun              | +/-              | PJ               | B  | A                    | Pts                  | Pun                  | +/-                  |                      |                      |
| 2002-2003  | EC VSV                 | Autriche U20 | 13  | 6                | 4                | 10               | 4                |                  | -                | -  | -                    | -                    | -                    | -                    |                      |                      |
| 2003-2004  | EC VSV                 | Autriche U20 | 23  | 32               | 5                | 37               | 58               |                  | -                | -  | -                    | -                    | -                    | -                    |                      |                      |
| 2003-2004  | EC VSV                 | OËL          | 14  | 1                | 1                | 2                | 0                |                  | 4                | 1  | 0                    | 1                    | 0                    |                      |                      |                      |
| 2004-2005  | Chiefs de Spokane      | LHOu         | 58  | 13               | 11               | 24               | 18               | -2               | -                | -  | -                    | -                    | -                    | -                    |                      |                      |
| 2005-2006  | Chiefs de Spokane      | LHOu         | 67  | 36               | 14               | 50               | 28               | -2               | -                | -  | -                    | -                    | -                    | -                    |                      |                      |
| 2006-2007  | Chiefs de Spokane      | LHOu         | 55  | 39               | 16               | 55               | 34               | +3               | 6                | 0  | 1                    | 1                    | 2                    | -1                   |                      |                      |
| 2006-2007  | Moose du Manitoba      | LAH          | 2   | 1                | 1                | 2                | 0                | +2               | 6                | 0  | 0                    | 0                    | 0                    | 0                    |                      |                      |
| 2007-2008  | Moose du Manitoba      | LAH          | 74  | 22               | 22               | 44               | 8                | +5               | 6                | 3  | 0                    | 3                    | 2                    | -1                   |                      |                      |
| 2008-2009  | Moose du Manitoba      | LAH          | 66  | 30               | 18               | 48               | 20               | +22              | 20               | 10 | 7                    | 17                   | 2                    | +11                  |                      |                      |
| 2009-2010  | Moose du Manitoba      | LAH          | 38  | 15               | 11               | 26               | 6                | -2               | -                | -  | -                    | -                    | -                    | -                    |                      |                      |
| 2009-2010  | Canucks de Vancouver   | LNH          | 20  | 5                | 6                | 11               | 8                | +2               | 9                | 1  | 0                    | 1                    | 0                    | +2                   |                      |                      |
| 2010-2011  | Islanders de New York  | LNH          | 76  | 34               | 18               | 52               | 10               | +13              | -                | -  | -                    | -                    | -                    | -                    |                      |                      |
| 2011-2012  | Islanders de New York  | LNH          | 78  | 20               | 12               | 32               | 12               | -18              | -                | -  | -                    | -                    | -                    | -                    |                      |                      |
| 2012-2013  | EC VSV                 | EBEL         | 17  | 10               | 9                | 19               | 2                | +2               | -                | -  | -                    | -                    | -                    | -                    |                      |                      |
| 2012-2013  | Islanders de New York  | LNH          | 45  | 16               | 5                | 21               | 12               | +4               | 6                | 1  | 3                    | 4                    | 0                    | +2                   |                      |                      |
| 2013-2014  | Islanders de New York  | LNH          | 64  | 12               | 14               | 26               | 12               | -10              | -                | -  | -                    | -                    | -                    | -                    |                      |                      |
| 2014-2015  | Islanders de New York  | LNH          | 34  | 8                | 5                | 13               | 4                | +4               | 2                | 0  | 1                    | 1                    | 2                    | +1                   |                      |                      |
| 2015-2016  | Maple Leafs de Toronto | LNH          | 80  | 9                | 9                | 18               | 12               | -4               | -                | -  | -                    | -                    | -                    | -                    |                      |                      |
| 2016-2017  | Rangers de New York    | LNH          | 76  | 27               | 13               | 40               | 10               | +22              | 12               | 4  | 2                    | 6                    | 0                    | +4                   |                      |                      |
| 2017-2018  | Rangers de New York    | LNH          | 59  | 25               | 6                | 31               | 12               | +11              | -                | -  | -                    | -                    | -                    | -                    |                      |                      |
| 2017-2018  | Devils du New Jersey   | LNH          | 21  | 2                | 3                | 5                | 4                | 0                | 2                | 0  | 0                    | 0                    | 0                    | +1                   |                      |                      |
| 2018-2019  | Coyotes de l'Arizona   | LNH          | 41  | 9                | 7                | 16               | 8                | -2               | -                | -  | -                    | -                    | -                    | -                    |                      |                      |
| 2019-2020  | Coyotes de l'Arizona   | LNH          | 46  | 8                | 3                | 11               | 6                | -4               | 9                | 3  | 0                    | 3                    | 6                    |                      |                      |                      |
| Totaux LNH | Totaux LNH             | Totaux LNH   | 640 | 175              | 101              | 276              | 110              | +18              | 40               | 9  | 6                    | 15                   | 8                    | +10                  |                      |                      |

### En équipe nationale
| Année | Équipe       | Évènement                       |   | PJ | B | A | Pts | Pun | +/-                       |  | Résultat |
| 2004  | Autriche U18 | Championnat du monde -18 ans D1 | 5 | 3  | 1 | 4 | 4   | +3  | 3e place du groupe A      |  |          |
| 2005  | Autriche U20 | Championnat du monde junior D1  | 4 | 1  | 2 | 3 | 2   | +2  | 3e place du groupe A      |  |          |
| 2005  | Autriche U18 | Championnat du monde -18 ans D1 | 4 | 4  | 1 | 5 | 29  | 0   | 5e place du groupe A      |  |          |
| 2009  | Autriche     | Qualification olympique         | 3 | 5  | 0 | 5 | 0   | +1  | Non qualifié              |  |          |
| 2012  | Autriche     | Championnat du monde D1A        | 5 | 0  | 4 | 4 | 0   | +2  | 2e place (promu en élite) |  |          |
| 2014  | Autriche     | Jeux olympiques                 | 4 | 5  | 1 | 6 | 0   | -2  | 10e place                 |  |          |

## Trophées et honneurs personnels

### Ligue canadienne de hockey
- 2006 : participe au match des meilleurs prospects.

### Ligue nationale de hockey
- 2011 : participe au concours des habiletés lors du 58e Match des étoiles.
- 2011 : troisième étoile lors de la semaine du 24 au 30 janvier 2011[38].
- 2011 : première étoile lors de la semaine du 7 au 13 février 2011.
- 2011 : nommé recrue du mois de février[39].
- 2011 : nommé dans l'équipe des recrues.

### Qualification olympique
- 2009 : termine meilleur pointeur du groupe E.
- 2009 : termine meilleur buteur du groupe E.